# Tornabous
Tornabous è un comune spagnolo di 796 abitanti situato nella comunità autonoma della Catalogna.
Qua nacque l'avvocato e politico Lluís Companys i Jover.